# Темерницкий
Темерни́цкий (известен также как Совхо́з Темерни́цкий) — посёлок в Аксайском районе Ростовской области. Население 730 человек (третий по численности в сельпосе).
Входит в состав Щепкинского сельского поселения.

## История
Был выделен в отдельный населённый пункт в 2008 году. Название дано по реке Темерник, протекающей в 2 км к западу от посёлка. До этого входил в состав посёлка Щепкин, несмотря на то, что расстояние между ними равно 6 км.

## География
Посёлок расположен в 4,1 км (в 4,8 км по дорогам) к северу от границы Ростова-на-Дону. С востока к посёлку примыкает рукотворный Щепкинский лес (бывший партийный заказник). В 2 км к западу от посёлка протекает река Темерник. Посёлок расположен на высоте 80 м над уровнем моря.

### Таблица расстояний[2]
| Статус       | НП                | Расстояние по прямой | Расстояние по дорогам | Направление |
| ------------ | ----------------- | -------------------- | --------------------- | ----------- |
| Облцентр     | г. Ростов-на-Дону | 13                   | 14,7                  | Ю           |
| Райцентр     | г. Аксай          | 12,1                 | 19,1                  | ЮВ          |
| Сельпосцентр | пос. Октябрьский  | 9,7                  | 24,7                  | СВ          |

### Улицы
В Темерницком имеется следующая уличная сеть:
| - ул. Берёзовая - ул. Ветеранов - ул. Задонская - ул. Западная - ул. Земцова - ул. Лесная - ул. Мира - ул. Весенняя - бульвар Ростовский | - ул. Молодёжная - ул. Московская - ул. Моша - ул. Новая - ул. Новосёлов - ул. Ореховая - пер. Парковый | - ул. Светлая - ул. Северная - ул. Солнечная - ул. Сосновая - ул. Спортивная - ул. Степная - ул. Строительная - ул. Маршала Конева - ул. Маршала Жукова |

## Население
| 2010 |
| ---- |
| 1027 |